# ببا إبراهيم
ببا إبراهيم هى راقصة مصرية ظهرت فى شارع محمد على في القاهرة فى فترة الثلاثينات من القرن العشرين ومنها إلى السينما للرقص و التمثيل ومن أفلامها " شئ من لا شئ " 1938 و "أسير العيون"1949 و " حسن ونعيمة "1959. ممكن رؤيتها فى دور زوجة عنتر فى فيلم "عنتر ولبلب" سنة 1952.

## فيلموجرافيا
تمثيل (11)
حسن ونعيمة
1959 - فيلم
عائشة
1953 - فيلم
(رقص)
شمشون ولبلب (عنتر ولبلب)
1952 - فيلم
(انيسة / مرات عنتر)
أولادي
1951 - فيلم
أسير العيون
1949 - فيلم
(الراقصة)
بلبل أفندى
1948 - فيلم
(اداء استعراض راقص على مع مجموعة من الراقصات فى غناء صباح وفريد الأطرش)
رصاصة فى القلب
1944 - فيلم
(الراقصة)
المتهمة
1942 - فيلم
(راقصة)
عريس من اسطنبول
1941 - فيلم
(الراقصة)
دنانير
1939 - فيلم
(راقصه)
شيء من لا شيء
1938 - فيلم
(الراقصة)